# Morph target animation

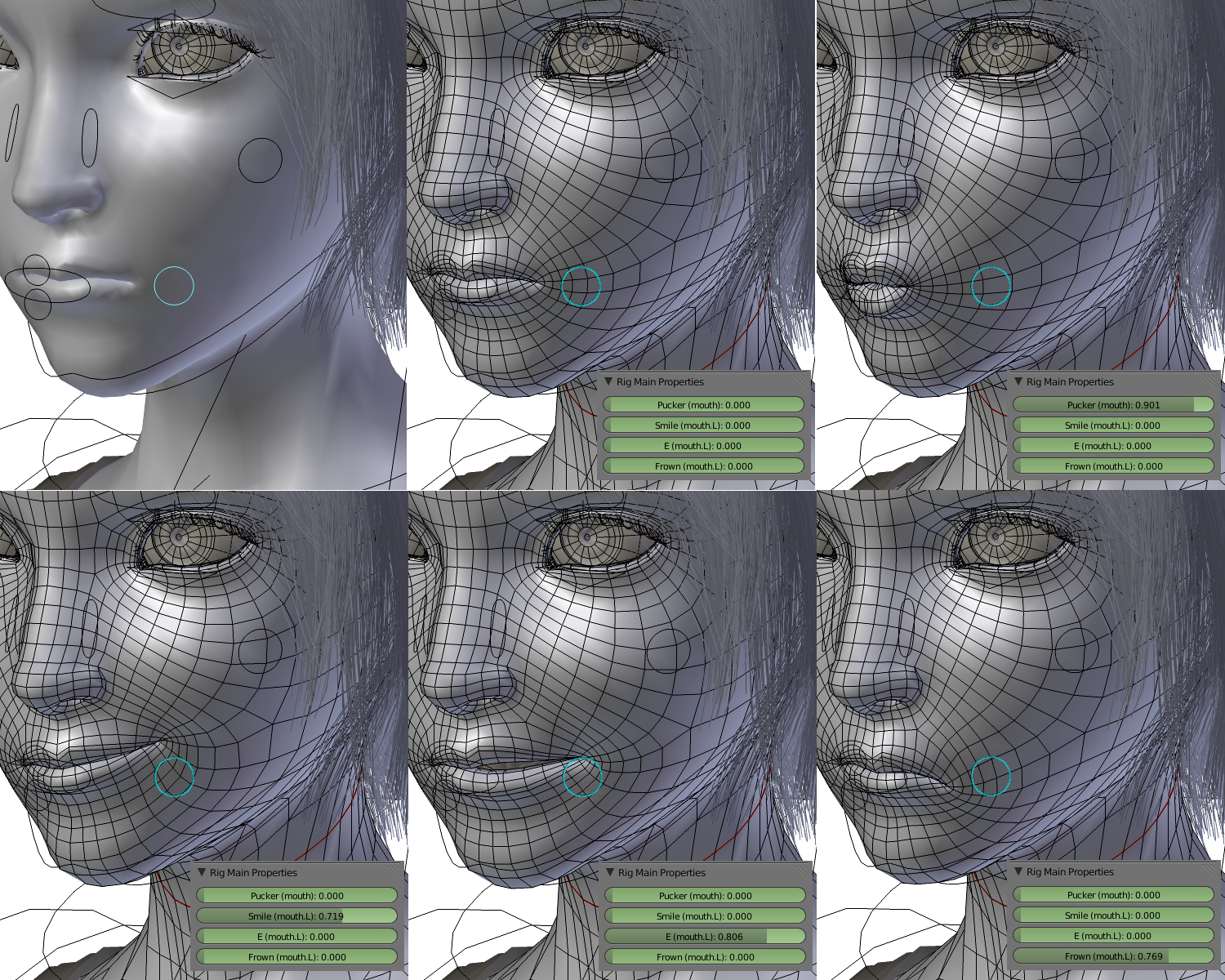
En este ejemplo del Open Source project Sintel, cuatro expresiones faciales han sido definidas con deformaciones de la geometría de la cara. La boca es entonces animada por morphing entre estas deformaciones. Docenas de controladores similares son utilizados para animar el resto de la cara.

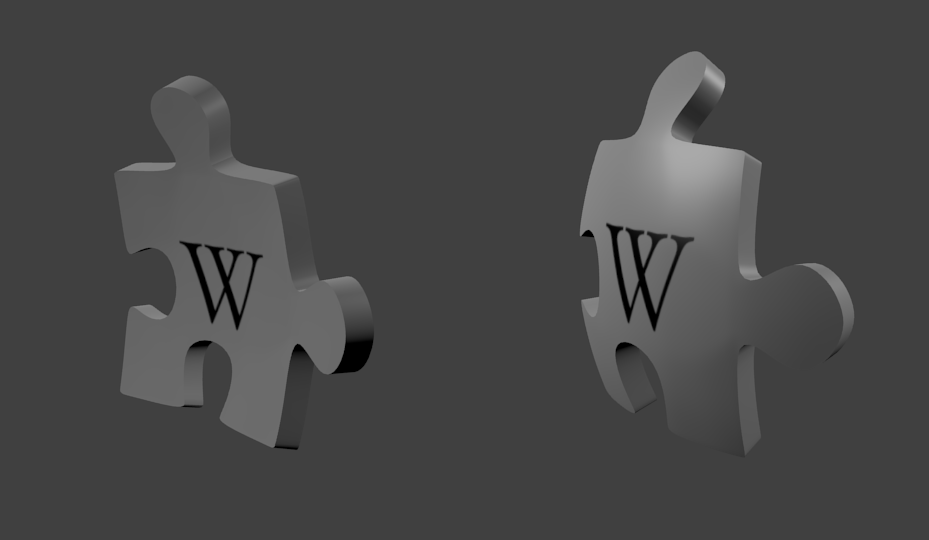
Un objeto deformado arbitrariamente por morphing entre posiciones de vértices definidas.

Morph target animation, per-vertex animation, shape interpolation, o blend shapes es un método de animación 3D usada junto otras técnicas como Skeletal Animation. En una morph target animation, una versión "deformada" de una malla es almacenada como una serie de posiciones de vértices. En cada frame clave de una animación, los vértices son interpolados entre posiciones almacenadas.

## Técnica
La "morph target" es una versión deformada de una forma. Cuando se aplica a una cara humana, por ejemplo, la cabeza se modela primero como una expresión neutral y una "deformación objetiva" es entonces creada por cada otra expresión. Cuando la cara está siendo animada, el animador puede entonces hacer una transformación suave entre la forma base y una o muchas morph targets. Ejemplos típicos de morph targets usados en animación facial son una cara sonriente, un ojo cerrado o una ceja levantada, pero la técnica puede ser usada para transformar, por ejemplo, a Dr Jekyll en Mr Hyde.
Cuando se utiliza para la animación facial, este morph target puede referirse en ocasiones a "poses clave". Las [Interpolación|interpolaciones]] entre poses clave cuando una animación está siendo renderizada, son típicamente pequeñas y simples transformaciones de movimiento, rotación y escala realizadas por el software 3D.
No todas las animaciones de morph target tienen que ser hechas en realidad editando posiciones de vértices. Esto es posible tomando posiciones de vértices encontradas en Skeletal animation y usadas renderizadas como animaciones de morph target.
Una animación compuesta en una suite de Software 3D a veces tiene que ser transferida a otra. Debido a que las diferentes aplicaciones tienden a implementar huesos y otros efectos especiales de forma diferente, la técnica del morph target es a veces usada para transferir animaciones entre aplicaciones 3D para evitar errores al exportar. 

### Beneficios y desventajas
Hay ventajas en usar animaciones morph target sobre skeletal animation. El o la artista tiene más control sobre los movimientos porque puede definir las posiciones individuales de los vértices dentro de un keyframe, antes que ser limitados por los esqueletos. Esto puede ser útil para animar telas, piel y expresiones faciales porque puede ser difícil conformar estas cosas a los huesos que son necesitados para la skeletal animation.
No obstante, hay otras desventajas. La animación de vértices es por lo general una labor más intensa que la Skeletal animation porque cada posición de vértice puede ser manualmente manipulada y, por esta razón, el número de target morphs prefabricados es típicamente limitado.
También, en métodos de renderizado donde los vértices se mueven de posición en posición cuando están entre frames, una distorsión es creada que no ocurre cuando usamos Skeletal animation. Los críticos de la técnica dicen que le da un look "tambaleante". Por otra parte, esta distorsión puede ser parte del "look" deseado.